# Chengjiao, Guangdong
Chengjiao (kinesiska: 城郊) är ett stadsdelsdistrikt (jiedao) i sydöstra Kina. Det ligger i stadsdistriktet Conghua i provinshuvudstaden Guangzhou i provinsen Guangdong, omkring 57 kilometer nordost om centrala Guangzhou. Antalet invånare är 79 085. Befolkningen består av 38 980 kvinnor och 40 105 män. Barn under 15 år utgör 17,0 %, vuxna 15-64 år 76 %, och äldre över 65 år 6,0 %.